# نزدیتسه نا شوماوی
نزدیتسه نا شوماوی (به چکی: Nezdice na Šumavě) یک منطقهٔ مسکونی در جمهوری چک است که در ناحیه کلاتووی واقع شده‌است. نزدیتسه نا شوماوی ۱۷٫۴۲ کیلومتر مربع مساحت و ۳۶۳ نفر جمعیت دارد و ۶۳۸ متر بالاتر از سطح دریا واقع شده‌است.